# Rois Kar
Le rois Kar, le terme rois signifiant « montagne », est le point culminant de l'État de Peleliu aux Palaos.

## Climat
Le climat est tropical. La température moyenne est de 23 °C. Le mois le plus chaud est janvier avec une moyenne de 24 °C et le mois le plus froid est février avec une moyenne de 22 °C. Le pluviométrie s'élève à 4 356 millimètres par an. Le mois le plus pluvieux est le mois de juin, avec 605 millimètres, et le mois le moins pluvieux est le mois de mars, avec 204 millimètres.